# Буссенго, Жан Батист
Жан Бати́ст Жозе́ф Дьёдонне́ Буссенго́ (фр. Jean Baptiste Joseph Dieudonné Boussingault; 2 февраля 1802, Париж — 11 мая 1887, Париж) — французский химик; агрохимик, один из основоположников агрохимии. Член Парижской академии наук (с 1839).

## Биография
Родился в Париже. Отец его был солдатом в отставке, владевшим табачным киоском, мать — дочерью бургомистра Вецлара. Семья не могла себе позволить дать сыну лицейское образование, и Буссенго самообразовывался, посещая публичные лекции Коллежа де Франс и Национального музея естественной истории. В 1818 году поступил в Горную школу Сент-Этьена (ныне Высшую национальную горную школу). В Школе свёл знакомство с Б. Фурнероном. Декан Горной школы Л. А. Бонье, впечатлённый способностями студента, вскоре стал поручать ему проведение экспериментов, и молодой Буссенго доказал, что сталь содержит кремний. В 1820, через полтора года обучения, он получил диплом с отличием.
В 1822 году по поручению английского горного общества с рекомендацией А. Гумбольдта уехал в Южную Америку, где на протяжении нескольких лет изучал метеорологию и геологические особенности Анд, путешествуя по Венесуэле, Колумбии, Перу, Чили, Эквадору в составе армии генерала Симона Боливара. Буссенго выполнял функции горного инженера, но, за неимением соответствующий должности в штате Боливара, учёный получил чин офицера и дослужился до полковника.
В числе прочих исследований, в этот период Ж. Б. Буссенго изучал землетрясения, тропические дожди, залежи чилийской селитры, определял состав газов в кратерах вулканов, был первым европейцем, поднявшимся на высочайшую (из покорённых на тот момент) вершину — потухший вулкан Чимборасо (Эквадор, 6267 м). Руководил золотодобычей для английской компании.
По возвращении во Францию в 1839, Буссенго избирается в Академию наук, затем становится профессором химии в Лионе (впоследствии занимает должность декана Факультета естественных наук Лионской академии), затем — в Версальском агрохимическом институте. В 1841 году, получив место профессора на специально для него созданной кафедре сельского хозяйства и кафедре аналитической химии в Консерватории искусств и ремёсел, он переезжает в Париж. Свои исследовательские работы Буссенго проводил в лаборатории в Бехельбронне (это имение в Эльзасе, ныне называющееся Merkwiller-Pechelbronn, учёный получил, женившись на эльзаске).
В 1848 году Ж. Б. Буссенго избирается в Национальное собрание от департамента Нижнего Рейна, где выступает с республиканских позиций. Тремя годами позже его увольняют с должности профессора за политические убеждения, однако под давлением возмущённого научного мира (коллеги Буссенго пригрозили уволиться полным составом) восстанавливают. В 1849—1851 годах Буссенго является членом Государственного совета, но с наступлением Второй империи он отходит от политики.
Буссенго последовательно был возведён в звания от кавалера до офицера (великого командора) (1876) ордена Почётного легиона. В 1878 получил медаль Копли (высшую награду Королевского общества).

## Соавторы и ученики
В 1870 у Ж. Б. Буссенго во Франции занимался К. А. Тимирязев, командированный Петербургским университетом для подготовки к профессорской деятельности. Хотя Тимирязев стажировался в лабораториях многих европейских учёных, наибольшее значение, по его собственному мнению, имела работа у Буссенго, которого Тимирязев считал своим учителем, и памяти которого он посвятил свою работу «Земледелие и физиология растений».
В сотрудничестве со своим тёзкой Ж. Б. Дюма Буссенго написал свой основной труд «Essai de statique chimique des êtres organisés».

## Научные труды
Первые годы Ж. Б. Буссенго писал многочисленные мемуары на геологические и метеорологические темы по материалам, собранным во время пребывания в Южной Америке. Статьи вызвали положительные отзывы.
С 1836 года Буссенго посвятил себя преимущественно агрохимии и физиологии растений, иногда обращаясь к изучению распределения химических элементов в горных породах (петрохимии).
Работы Буссенго в области агрохимии столь продвинули молодую науку, что учёный считается одним из её основоположников, а также одним из основателей научного растениеводства. Труды Буссенго оказали также значительное влияние на почвоведение.
Созданная Ж. Б. Буссенго в 1835 году опытная сельскохозяйственная станция «Пехельбронн» — первая в Западной Европе. В исследованиях Буссенго применял точный химический анализ состава почвы и органических продуктов.
Среди научных достижений Ж. Б. Буссенго можно назвать:
- введение в науку представления о круговороте веществ и его исследование (совместно с Либихом)[17];
- доказательство наличия азота не только в животных, как думали раньше, но и в растениях;
- гипотеза о том, что растениям необходим азот из почвы, и экспериментальная её проверка. Опытным путём Буссенго опроверг представление Либиха о том, что растения фиксируют азот листьями из воздуха (из аммиака) и доказал необходимость для большинства растений внесения в почву азотных удобрений (навоза, гуано). В 1840 году показал, что растения получают азот из нитратов почвы, также изучал влияние фосфатов;
- открытие азотфиксации бобовых растений (совместно с Г. Гельригелем). В 1830-х годах[18] Буссенго обнаружил, что бобовые не только не истощают азот почвы, но и обогащают её азотом. Однако он ошибочно полагал, что бобовые растения по какой-то причине умеют фиксировать молекулярный азот атмосферы[19]. На самом деле, бобовые получают азот путём симбиотической азотфиксации благодаря клубеньковым бактериям, что было показано М. С. Ворониным в 1866 году и подтверждено Г. Гельригелем;
- проведение опытов с кормлением животных различными продуктами, показавших, что богатые азотом кормы дают лучшие результаты;
- разработка вегетационного метода изучения растений, заключающегося в выращивании растений в сосудах, помещённых в вегетационные домики. Этот метод не теряет актуальности до сих пор;
- подтверждение (1878) возможности внекорневого питания растений, заявленной ранее учёным Гемфри Дэви;
- изучение фотосинтеза. В 1840 году показал, что растения получают углерод из углекислого газа воздуха, подтвердив эксперименты Н. Т. де Соссюра[20];
- изучение состава сталей и разработка первых хромистых сталей;
- изучение точного состава воздуха;
- исследование пищевой ценности некоторых продуктов[21];
- изучение химического состава природного асфальта[22];
- работы по обнаружению мышьяка;
- и другие результаты.

## Память
Именем Буссенго названы:
- лунный кратер;
- минерал буссинготит;[23]
- цветок буссенгольция;
- улицы в Париже, Страсбурге

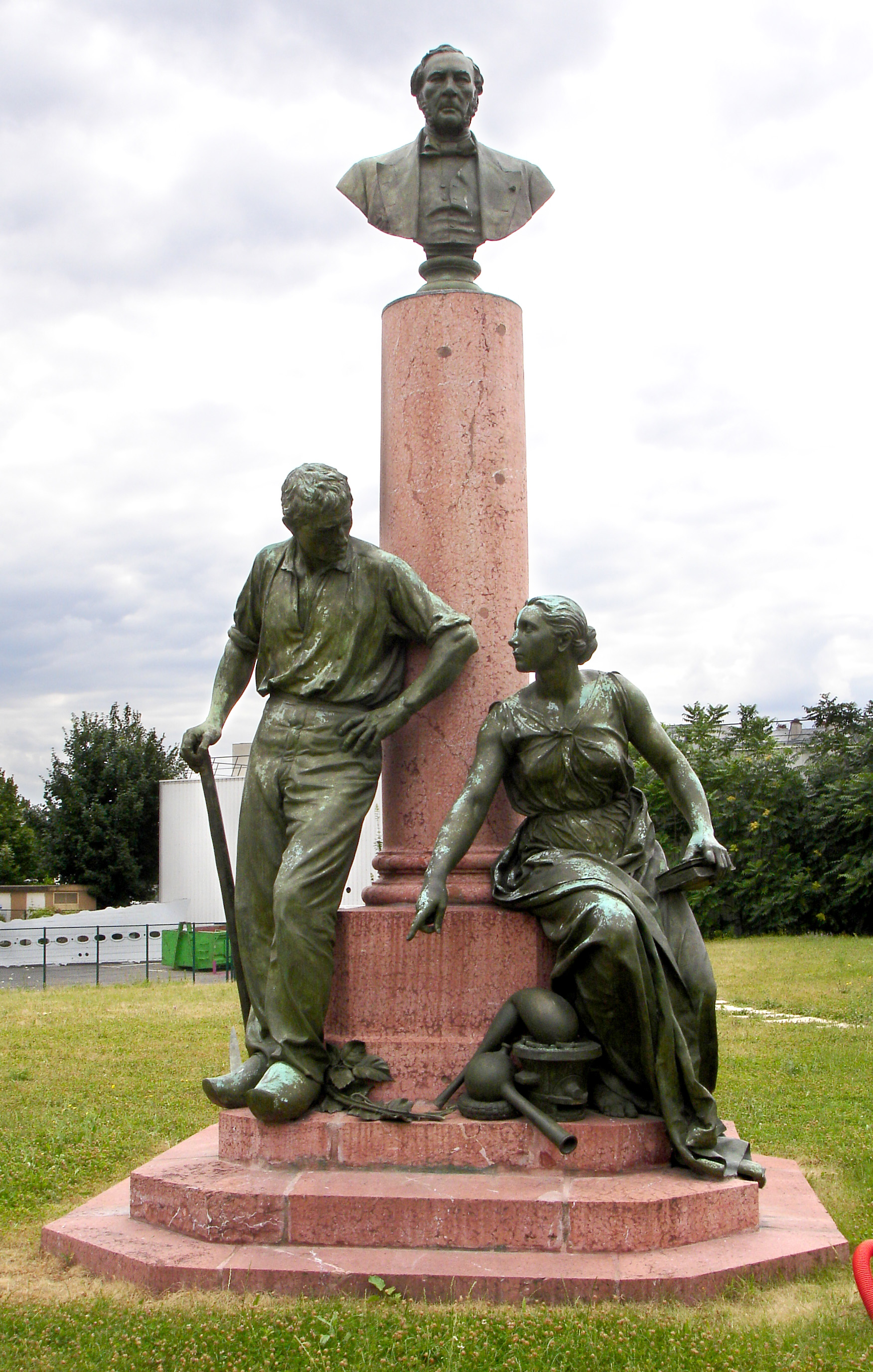
Памятник Ж. Б. Буссенго работы Жюля Далу (1895), Париж, Консерватория искусств и ремёсел

В 1895 году скульптор Э.-Ж. Далу посвятил Буссенго бронзовую композицию, символизирующую Науку на службе Сельского хозяйства. Памятник устантовлен в Париже.

### Дополнительно
- Boussingault, J.B. Mémoires de J.-B. Boussingault. París: Chamerot et Renouard, 1892—1903.
- McCosh, F.W.J. Boussingault: Chemist and Agriculturist. Dordrecht: D. Reidel, 1984. — ISBN 90-277-1682-X.
- Тимирязев К. А. Жан Батист Буссенго, Собр. соч., Т. 2. — М., 1948.